# Marie L. Yovanovitch

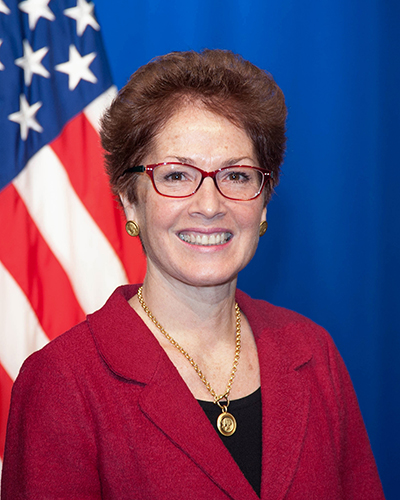
Marie L. Yovanovitch, 2015

Marie Louise Yovanovitch (auch Maria Jowanowitsch; * 11. November 1958 in Montreal, Kanada) ist eine US-amerikanische Diplomatin. Yovanovitch war ab 2016 Botschafterin der Vereinigten Staaten in der Ukraine, bis sie 2019 im Vorfeld der Ukraine-Affäre vorzeitig abberufen wurde.

## Leben
Marie Yovanovitch ist die Tochter von Michel Yovanovitch (* 1921 in Tschita; † 2004 in Cary (North Carolina)) und dessen Frau Nadia, geb. Theokritoff (* 1928 in Wiesbaden; † 2019 in Virginia, USA) und wurde in Kanada geboren.
Die Eltern zogen mit Marie im Alter von 3 Jahren nach Connecticut. Sie studierte Russisch und Geschichte an der Princeton University. Einen Master-Abschluss erwarb sie an der National Defense University.
Sie war seit 1986 im auswärtigen Dienst der USA beschäftigt und unter anderem in Mogadischu (Somalia), London (UK), Moskau (Russland) und Ottawa (Kanada) tätig. Sie war von 2001 bis 2004 stellvertretende Leiterin der US-Botschaft in Kiew und arbeitete von 2004 bis 2005 im Stab des Staatssekretärs für politische Angelegenheiten.
Als außerordentliche und bevollmächtigte Botschafterin war sie von 2005 bis 2008 in Kirgisistan und anschließend von 2008 bis 2011 in Armenien tätig.
Im Mai 2016 nominierte Präsident Obama sie als Botschafterin für die Ukraine.
Auf Bitte von David Hale verlängerte sie ihre Amtszeit in Kiew, und wurde dann überraschend im April 2019, zwei Monate vor dem regulären Ende, als Botschafterin abberufen, nachdem ihr der Generalstaatsanwalt der Ukraine, Jurij Luzenko, in einem Interview vorgeworfen hatte, sie habe ihm bei ihrem ersten Treffen eine Liste von Leuten vorgelegt, gegen welche die Staatsanwaltschaft nicht ermitteln solle.
Das US-Außenministerium dementierte den Bericht. Die Abberufung der Berufs-Diplomatin gilt als „Kollateralschaden“ der Bemühungen Trumps und seines Anwalts Rudy Giuliani, mit Hilfe der Ukraine und Verschwörungstheorien das Ansehen von Joe Biden zu beschädigen.
Im Zuge von Vorermittlungen für ein mögliches Amtsenthebungsverfahren (Impeachment inquiry) gegen Trump aufgrund der Ukraine-Affäre sagte Yovanovitch am 11. Oktober 2019 zunächst nichtöffentlich vor drei Ausschüssen (House Permanent Select Committee on Intelligence, House Committee on Oversight and Reform und House Committee on Foreign Affairs) des US-Kongresses aus. Teile ihrer nichtöffentlichen Aussage wurden am 4. November 2019 veröffentlicht. Am 15. November 2019 sagte sie vor dem House Permanent Select Committee on Intelligence dann auch öffentlich in der Ukraine-Affäre aus. Bei der Befragung äußerte sie sich besorgt über die Einmischung der Trump-Administration in die US-Außenpolitik: „Diplomaten werden herabgesetzt und untergraben, das Außenministerium wird von innen ausgehöhlt“, sagte sie. Während dieser Verhandlung setzte Trump einen Tweet gegen Yovanovitch auf, den sie, noch in der Anhörung dazu befragt, als „einschüchternd“ bezeichnete.
Am 25. Januar 2020 wurde ein Video publik, das im April 2018 bei einem Abendessen Trumps mit Spendern aufgenommen wurde. Trump fordert darin nachdrücklich, Yovanovitch als US-Botschafterin in Kiew zu entlassen („Get rid of her!“).
Nach Beendigung ihres Postens in Kiew war sie Senior State Department Fellow an der Georgetown University im Institute for Study of Diplomacy. Im Januar 2020 trat sie von ihrem Dienst im State Department zurück.
Sie ist seither Senior Fellow im Russland- und Eurasien-Programm beim Carnegie Endowment for International Peace.

## Werke
- Lessons from the Edge: A Memoir. Houghton Mifflin Harcourt, Boston 2022, ISBN 978-0-358-45754-1.